# Bloc pour la démocratie et l’intégration africaine
Der Bloc pour la démocratie et l’intégration africaine (BDIA, «Faso Jiggi» in der Sprache Bambara, dt.: „Block für Demokratie und afrikanische Integration“) ist eine Politische Partei in Mali. Sie wurde 1993 gegründet. Derzeit (2024) ist Souleymane Makamba Doumbia der Parteiführer.

## Geschichte

### Opposition 1993–2002
Die Partei wurde im April 1993 auf Initiative von Tiéoulé Mamadou Konaté durch eine Abspaltung der Union Soudanaise-Rassemblement Démocratique Africain (US-RDA) gegründet. Tiéoulé Mamadou Konaté wurde auch der erste Präsident der Partei. Er verstarb durch einen Unfall im Oktober 1995.
Seit dem ersten Parteikongress beanspruchte die Partei, in Opposition zu Präsident Alpha Oumar Konaré zu stehen. Dementsprechend wurde Hamaciré N’Douré zum Präsidenten gewählt, ein Anwalt und ehemaligen Minister von Präsident Modibo Keïta, sowie unter dem Militärregime von Moussa Traoré.
1997, nach der Annullierung der Parlamentswahlen im April, boykottierte der BDIA, zusammen mit den anderen Parteien der Coppo (Collectif des partis politiques de l’opposition, dt. Kollektiv oppositioneller politischer Parteien), die Parlamentswahlen vom 20. Juli 1997, sowie die Kommunalwahlen im folgenden Jahr. Man entschloss sich jedoch, für die Kommunalwahlen 1999 Listen vorzulegen, wodurch die Partei in 375 Gemeinderäten gewinnen konnte.
Beim 2. Parteikongress 2001 wurde Ibrahim Bocar Bah Präsident des BDIA. 

### Seit 2002, Unterstützung für Amadou Toumani Touré
Für die Präsidentschaftswahl 2002 unterstützte der BDIA die Kandidatur von Amadou Toumani Touré. Im Juli 2002 wurde der BDIA Teil der Koalition «Alliance Alternance et changement» (ACC, dt. Allianz Wechsel und Veränderung), welche Präsident Amadou Toumani Touré unterstützt und drei Stellvertreter erhielt. Der BDIA trat der Regierung von Ahmed Mohamed ag Hamani mit N’Diaye Fatoumata Coulibaly als Ministerin für soziale Entwicklung und Solidarität bei. Ibrahim Bocar Bah wurde vom Präsidenten zum Botschafter in Brüssel ernannt.
Die Nachfolgeregelung von Ibrahim Bocar Bah an der Spitze der Partei führte zu dramatischen Szene. Anhänger eines der Kandidaten, Djibril Souleymane N’Diaye, bestritten die Wahl von Souleymane Makanba Doumbia während des Kongresses in Bamako am 28. Mai 2005 und beschlossen, von ihren Führungspositionen innerhalb der Partei zurückzutreten.
2007 unterstützte der BDIA ab der ersten Runde der Präsidentschaftswahlen die Kandidatur des scheidenden Präsidenten Amadou Toumani Touré innerhalb der Allianz für Demokratie und Fortschritt (Alliance pour la démocratie et le progrès) und erhielt dafür einen Stellvertreter bei den Parlamentswahlen.

### Auf dem Weg zur Wiederherstellung der großen Familie derUnion Soudanaise-Rassemblement Démocratique Africain
Im Februar 2008 wurde Eine BDIA-Delegation unter der Leitung des Präsidenten Souleymane Makamba von Badra Alou Macalou, der Generalsekretärin des Nationalen Exekutivbüros der Union Soudanaise-Rassemblement Démocratique Africain (US-RDA), empfangen, um über eine zukünftige Neukonstituierung der „großen US-RDA-Familie“ zu diskutieren.
Der BDIA, welcher seinen Kongress am 14./15. November 2009 abhielt, bestätigte, dass er der US-RDA beitreten möchte, um eine neue politische Partei zu gründen, welche die Parteien der US-RDA, darunter die BDIA und die Parti de l’indépendance pour la démocratie et la solidarité, zusammenbringen wird. Diese neue Partei, die Parti de l’indépendance du Rassemblement démocratique africain (PI-RDA), sollte Ende des Jahres gegründet werden.
Am 1. Mai 2010 wurde ein Vereinigungskongress, an dem die Führer der US-RDA, des BDIA, von Mali Joton und der Union pour la démocratie citoyenne teilnahmen, traf sich im Internationalen Konferenzzentrum in Bamako mit dem Ziel, eine neue Partei, die Union malienne du Rassemblement démocratique africain (Union malienne RDA Faso Jigi), zu gründen und die jeweiligen Parteien aufzulösen.

## Wahlergebnisse
| Jahr | Wahl                                | Ergebnisse, Anmerkungen                                                                             |
| 1997 | Präsidentschaftswahl 1997           | Wahlboykott                                                                                         |
| 1997 | Parlamentswahl 1997                 | Wahlboycott                                                                                         |
| 1998 | Kommunalwahlen in Mali              | Wahlboykott                                                                                         |
| 1999 | Kommunalwahlen 199                  | 375 Gemeinderäte.                                                                                   |
| 2002 | Präsidentschaftswahl 2002           | Unterstützung von Amadou Toumani Touré                                                              |
| 2002 | Parlamentswahl 2002                 | 3 Abgeordnete (von 147), Mitglied der Koalition Alternance et changement (von Amadou Toumani Touré) |
| 2004 | Kommunalwahlen                      | 12 Bürgermeister (von 703), 187 Gemeinderäte                                                        |
| 2007 | Wahl der conseillers nationaux 2007 | Keine Wahlerfolge                                                                                   |
| 2007 | Präsidentschaftswahl 2007           | Mitglied der Alliance pour la démocratie et le progrès, Unterstützung von Amadou Toumani Touré      |
| 2007 | Parlamentswahl 2007                 | 1 Abgeordneter (von 147)                                                                            |
| 2009 | Kommunalwahlen 2009                 | 71 Gemeinderäte                                                                                     |